# 3º Reggimento "Granatieri Guardie"
Il 3º Reggimento "Granatieri Guardie" è stata un'unità militare dell'Esercito Italiano.

## Storia

### Le origini
Le origini storiche del 3º Reggimento "Guardie" risalgono nel Reggimento costituito nel 1849 che l'11 marzo 1850 prese il nome di 3º Reggimento "Granatieri Guardie", formato da due Battaglioni di riserva, che venne soppresso il successivo 11 maggio a seguito dello scioglimento dei Battaglioni di riserva.

### Primo dopoguerra e seconda guerra mondiale
Alla fine del 1926, con il nuovo ordinamento del Regio Esercito, che disponeva che le Brigate di fanteria fossero articolate su tre Reggimenti, anche la Brigata "Granatieri" venne articolata come le altre brigate di fanteria e venne ricostituito il 3º Reggimento "Granatieri di Sardegna", con sede a Viterbo nella caserma "La Rocca".
Nel 1935 il I Battaglione del 3º Reggimento prese parte alla Guerra di Etiopia ed in tale occasione venne decorato con la Croce di Cavaliere dell’Ordine Militare di Savoia.
Nell'aprile 1939 il Reggimento prese parte con elementi del 1º e del 2º Battaglione alle operazioni in Albania, al comando del colonnello Alberto Mannerini, assumendo la denominazione di 3º Reggimento "Granatieri di Sardegna e d'Albania". Nel successivo autunno quando vennero costituite le Divisioni di fanteria articolate su due reggimenti di fanteria e un reggimento di artiglieria, solo il 1° e il 2º Reggimento "Granatieri di Sardegna" entrarono a far parte della 21ª Divisione fanteria "Granatieri di Sardegna", mentre il 3º Reggimento venne staccato da essa, andando a sostituire il reggimento di formazione in Albania distinguendosi nel corso del secondo conflitto mondiale sul fronte greco-albanese dove per dedizione ed eroismo dimostrato durante la campagna di Grecia la sua Bandiera di guerra venne decorata di Medaglia d'oro al valor militare.
Il 3 marzo 1941 presso il deposito del 3º Reggimento a Viterbo, venne costituita la Compagnia volontari universitari, formata da sette plotoni, ciascuno dei quali di 40 granatieri, che il 13 luglio venne inviata al fronte divisa, con cinque plotoni che raggiunsero il Reggimento in Grecia seguendone le sue sorti e due plotoni che partirono per l'Africa settentrionale.
L'armistizio dell'8 settembre 1943 sorprese il Reggimento in Grecia, dove fu costretto ad arrendersi alle forze tedesche che in disprezzo degli accordi presi deportarono il personale nel campo di prigionia di Wietzendorf dove i granatieri, intonando la "marcia dei pifferi" dell'antico Reggimento "Guardie", sfilarono di fronte ai loro ufficiali, rifiutando sdegnosamente l'invito a collaborare rivolto loro dai tedeschi. In tale occasione il comandante del Reggimento colonnello Renato Castagnoli e altri quattro ufficiali, per evitare che la Bandiera cadesse in mano ai nemici, bruciarono l'asta e, tagliato in pezzi il glorioso drappo, lo divisero tra loro con la promessa che, qualsiasi cosa fosse accaduta, avrebbero fatto di tutto per riportarlo in Patria, cosa che riuscirono a fare e attualmente la Bandiera protagonista di questo episodio è conservata nel Museo Storico dei Granatieri a Roma.
Al termine del conflitto nel dopoguerra il Reggimento non venne ricostituito e l'8 maggio 1966 le decorazioni al Valor Militare delle Bandiere di guerra del 2º e del 3º Reggimento Granatieri vennero appuntate al drappo del 1º Reggimento "Granatieri di Sardegna", l’unico ricostituito nel 1946, per riassumere nei simboli l'essenza unitaria dei tre secoli di tradizioni militari comuni dei Granatieri.

### La storia recente
Nel 1976 in seguito alla profonda riforma dell'Esercito Italiano del 1975 che, tra le altre cose, aboliva il livello reggimentale, venne costituito nella sede presso la Caserma "Piave" di Orvieto il 3º Battaglione "Granatieri Guardie", inquadrato nella nuova Brigata meccanizzata "Granatieri di Sardegna", quale centro addestramento reclute per la Brigata, riportando in vita la Bandiera del 3º Reggimento.
Con il ripristino del livello reggimentale nell'Esercito Italiano, il 21 luglio 1992 il reggimento venne ricostituito a Orvieto, assumendo la denominazione di 3º Reggimento "Granatieri Guardie", per essere poi sciolto il 30 aprile 2002 quando la Bandiera di guerra reggimentale lasciò l’Ufficio del Comandante dove dal 1976 era custodita presso la Caserma "Piave" di Orvieto.
La ricostituzione
Il 4 ottobre 2022 presso la Caserma "Albanese Ruffo" a Roma, ha avuto luogo la cerimonia di consegna della Bandiera di guerra del disciolto 3º Reggimento “Guardie” al rinominato 3º Reparto Comando e Supporti Tattici Granatieri “Guardie” e del cambio del Basco (il nuovo è decorato con il fregio del 3° "Guardie") al tenente colonnello Nicola Chirico.
Con questa cerimonia, oltre alla Bandiera di Guerra, sono state ereditate le tradizioni e la storia del 3º Reggimento "Granatieri Guardie".

## Onorificenze

### Decorazioni alla Bandiera di Guerra
Nella sua storia il 3º Reggimento "Granatieri Guardie" ha meritato le seguenti onorificenze alla Bandiera di guerra:
Mirabile esempio di Unità distintasi quale fiera e determinata interprete dei compiti affidati che, sorretta da fede incontrollabile, ha contribuito a elevare il lustro dell’Esercito al cospetto della Nazione. Territorio nazionale ed estero, marzo 2020 - ottobre 2021.

### Decorati
- Capitano Giulio Venini -  Costone Est di Lekdushaj, 1 gennaio 1941

## Stemma

Scudo Inquartato, il primo partito ed innestato: a) di rosso al puledro allegro, spaventato e rivoltato, d'argento (Westfalia); b) fasciato d'oro e di nero, di dieci pezzi, caricato da un crancelino di verde fruttato di rosso (Sassonia); c) innesto d'argento a tre puntali di guaina di spada, di rosso (1-2) (Angria); il secondo di rosso al leone d'Etiopia d'oro passante; il terzo controinquartato: a) di rosso alla croce d'argento con lambello d'azzurro a tre pendenti (Piemonte); b) d'argento al capo di rosso (Ducato di Monferrato); c) di nero, al leone d'argento armato e lampassato di rosso (Aosta); d) d'argento al capo d'azzurro (Marchesato di Saluzzo); il quarto partito: a) d'argento fasciato di cinque d'azzurro (Grecia); b) scaccato di rosso e di nero (Albania). In cuore uno scudetto sannitico d'argento alla croce di rosso, accantonata da quattro teste di moro, attortigliate d'argento. Il tutto abbassato da un capo d'oro.
Corona turrita.
Ornamenti esteriori:
lista bifida: d'oro, svolazzante, collocata sotto la punta dello scudo, incurvata con la concavità rivolta verso l'alto, riportante il motto: "A ME LE GUARDIE!"
onorificenza: accollata alla punta dello scudo con l'insegna dell'Ordine Militare d'Italia pendente al centro del nastro con i colori della stessa.
nastri rappresentativi delle ricompense al Valore: Medaglia d'oro al Valor Militare

## Insegne e Simboli
- Il Reggimento indossa il fregio dei Granatieri (composto da una bomba con una fiamma dritta). Al centro nel tondino è riportato il numero "3".
- Sul colletto i Granatieri non indossano le mostrine come le altre specialità dell'Esercito bensì gli Alamari. Alla base degli stessi si trova la stella argentata a 5 punte bordata di nero, simbolo delle forze armate italiane.

## Motto del Reggimento
Il motto dei Granatieri «A me le guardie!» deriva dal grido lanciato dal Duca di Savoia, «A me le guardie per l'onore di casa Savoia!», comandante del Reggimento Granatieri-Guardie, ai granatieri, che si lanciarono in un corpo a corpo contro gli austriaci a Goito il 30 maggio 1848 (prima guerra d'indipendenza): in quella circostanza essi decisero le sorti del combattimento. Il motto venne ridotto, dopo la proclamazione della Repubblica, all'attuale motto: "A me le guardie !".